# بولگا، نیو ساوت ولز
بولگا (به انگلیسی: Bulga) یک منطقه مسکونی در استرالیا است که در نیو ساوت ولز واقع شده‌است.